# Tvrdošín
Tvrdošín és una ciutat d'Eslovàquia. Es troba a la regió de Žilina, és capital del districte de Tvrdošín. El 2011 tenia 9.355 habitants. La primera menció escrita de la vila es remunta al 1265.

## Demografia
| Godina             | 1994 | 2004   | 2014   | 2024   |
| ------------------ | ---- | ------ | ------ | ------ |
| Nombre de persones | 9427 | 9453   | 9311   | 8695   |
| Diferència         |      | +0,27% | −1,50% | −6,61% |

| Godina             | 2023 | 2024   |
| ------------------ | ---- | ------ |
| Nombre de persones | 8760 | 8695   |
| Diferència         |      | −0,74% |

## Barris
La ciutat té quatre barris:
- Tvrdošín
- Medvedzie
- Krásna Hôrka
- Oravice

## Ciutats agermanades[4]
- Kościelisko, Polònia
- Sucha Beskidzka, Polònia
- Kobylnica, Polònia
- Limanowa, Polònia
- Rabka-Zdrój, Polònia
- Malá Morávka, República Txeca
- Durbuy, Bèlgica
- Orimattila, Finlàndia
- Uusikaupunki, Finlàndia
- Östhammar, Suècia
- Valga, Estònia
- Valka, Letònia
- Wissembourg, França